# Olaf Benneche
Olaf Benneche (ur. 18 września 1883, zm. 1931) − pisarz norweski. Wraz z Thomasem Kragiem, Vilhelmem Kragiem i Gabrielem Scottem zalicza się go do grupy tzw. pisarzy regionu Sørlandet.
Zadebiutował w 1904 opowiadaniem Marie Louise Reventlow, w którym odnaleźć można powiązania z twórczością Vilhelma Kraga. W książce tej przedstawił życie w norweskich miastach około roku 1800. Jego późniejsze książki, np. Rygnestadgutten (Chłopiec od Rygnestadów) opowiada o losach chłopów z okolic Setesdal w czasach unii z Danią.

## Utwory
- Marie Louise Reventlow, 1904
- Rygnestadgutten, 1911
- Knekten Mundud, 1912
- De bønder av Raabygdelag, 1913
- Juvet, 1928